# 交通银行哈尔滨分行旧址
交通银行哈尔滨分行旧址是黑龙江省哈尔滨市的一座I类历史保护建筑，位于道外区北四道街18号。现为中国农业银行黑龙江省分行。

## 历史
交通银行哈尔滨分行旧址建于1928-1930年，是著名建筑师庄俊设计，为典型的新古典主义建筑风格，正立面设有宏伟的科林斯柱式柱廊。2007年9月30日，成为哈尔滨市文物保护单位。